# Red Voodoo
| Recensione | Giudizio |
| ---------- | -------- |
| AllMusic   | [ 1 ]    |

Red Voodoo è il primo album di Sammy Hagar e dei Waboritas, uscito nel 1999 per l'Etichetta discografica MCA Records.

## Tracce
1. Mas Tequila (Hagar, Gary Glitter, Mike Leander)
2. Shag (Hagar, Harms)
3. Sympathy For The Human
4. Red Voodoo
5. Lay Your Hand On Me
6. High And Dry Again
7. The Revival (Hagar, Harms)
8. Don't Fight It (Feel It) (Wilson Pickett)
9. The Love (Hagar, Larry Dvoskin, Neal Schon)
10. Right On Right
11. Returning Of The Wish (Hagar, Harms, Larry Dvoskin)

## Formazione
- Sammy Hagar - voce, chitarra
- Jesse Harms - tastiera
- Victor Johnson - chitarra
- David Lauser - batteria
- Mona Gnader - basso